# Theodor Schräder
Theodor Heinrich Elisabeth Schräder (* 6. Juni 1904 in Münster; † 16. Juni 1975 in Dörnfeld an der Ilm) war ein deutscher Fischereibiologe und Limnologe. Der promovierte Zoologe war maßgeblich daran beteiligt, die Universität Jena zu dem heutigen Zentrum für ökologische Forschung in Deutschland zu machen.

## Leben
Schräder wurde 1904 als Sohn des Kaufmanns und Tierpräparators Theodor Schräder und dessen Frau Clara geboren. Er absolvierte 1922 sein Abitur am Gymnasium Paulinum und studierte dann Naturwissenschaften an der Ludwig-Maximilians-Universität München und der Westfälischen Wilhelms-Universität Münster mit dem Schwerpunkt Zoologie. 1925 begann er bei Heinrich Jacob Feuerborn am Zoologischen Institut der Universität München zu assistieren. 1927 wurde er mit einer Dissertation über den Kopulationsapparat von Schmeißfliegen promoviert und fand im Anschluss bei der Preußischen Landesanstalt für Fischerei unter der Leitung von Hans Helmuth Wundsch eine Anstellung. Zu seinen Leistungen in der Zeit bei der Landesanstalt zählen vor allem die Entwicklung neuer quantitativer Methoden zur Untersuchung der Ufer- und Bodentiere in Fließgewässern. 1934 wurde er Landesfischereiverständiger bei der Landesbauernschaft Thüringen. Er betreute dort sowohl die Fisch-, als auch die Bienenzucht.
Mit Ausbruch des Zweiten Weltkriegs wurde Schräder dann einberufen und gelangte nach einem Jahr in die amerikanische Kriegsgefangenschaft. 1945 aus der amerikanischen Kriegsgefangenschaft entlassen wurde er im Oktober Fischzuchtgehilfe in der Karpfen- und Forellenzucht seines Schwiegervaters in Gräfinau. Fünf Jahre später nahm er sich der Fischereibiologie in der Fischwirtschaftsgenossenschaft Thüringen an. Schräder widmete sich anschließend bei der Universität Jena der Hydrobiologie, zuerst 1953 mit der Leitung der hydrobiologischen Abteilung und 1954 als Lehrbeauftragter. Die Habilitation erreichte er im Jahre 1958 mit seiner Arbeit Beiträge zur Limnologie und Abwasserbiologie der Saaletalsperren. Im nachfolgenden Jahr 1959 wurde er Dozent an der Universität Jena.
Im selben Jahr wurde ihm auch die Leitung einer Forschungsstelle für Limnologie in Jena-Lobeda übertragen, welche eine Außenstelle am Stechlinsee hatte, bei dem das erste Atomkraftwerk der DDR entstand. Dementsprechend setzte sich Schräder, der nach zwei Jahren Direktor der Forschungseinrichtung wurde, sehr stark mit den ökologischen Folgen der Einbindung des Sees in den Kühlwasserkreislauf des anliegenden Kraftwerks auseinander. In der DDR brachte er die Hydrobiologie hinsichtlich ihrer Leistungsfähigkeit sehr stark voran. 1962 begründete er die Schriftenreihe Limnologica.
Schräder war ab 1938 mit Gertraud Nöller verheiratet, deren Vater eine Teich- und Fischwirtschaft in Gräfinau betrieb und mit der er einen Sohn und eine Tochter bekam.

## Werke
- Über die Möglichkeit einer quantitativen Untersuchung der Boden- und Ufertierwelt fließender Gewässer. In: Zeitschrift für Fischerei 30, 1932, S. 105–125.
- Beiträge zur Limnologie und Abwasserbiologie der Saaletalsperren. 1958.
- Die Aufgaben des Biologen in der Wassergütewirtschaft. In: Monatsbericht der Deutschen Akademie der Wissenschaft Berlin. 1, 1959, S. 188–194.
- Die Forschungsstelle für Limnologie der Deutschen Akademie der Wissenschaft zu Berlin. In: Limnologica 1, 1962, S. 1–19.